# Лі Пейс
Лі Ґріннер Пейс (англ. Lee Grinner Pace; нар. 25 березня 1979, Чикаша, Оклахома) — американський актор. Найбільш відомий за головними ролями в серіалах «Живий за викликом» (2007–2009) і «Зупинись і гори» (2014–2017), а також за ролями Трандуїла в трилогії «Хоббіт» і Ронана Обвинувача в кіновсесвіті Marvel. Номінант на премію «Еммі» і «Золотий глобус».

## Біографія
Народився в місті Чикаша (штат Оклахома) в 1979 році. У дитинстві він провів кілька років в Саудівській Аравії, де його батько — Джеймс Рой Пейс працював у нафтовидобувній компанії, потім сім'я переїхала в Х'юстон (штат Техас). Тут Пейс тимчасово залишив навчання в школі, щоб брати участь в постановках х'юстонського театру Еллі: «Павутина» (The spider's Web) і «Греки» (The Greeks). Мати Шарлотт Пейс працювала в школі вчителькою. Потім в 1997 році він вступив в Джульярдської школу драми, де взяв участь у взятті кількох п'єс: «Ромео і Джульєтта» в ролі Ромео, «Річард III» в головній ролі і «Юлій Цезар» в ролі Касія. У «Джульярді» в різний час навчалися такі знаменитості, як Робін Вільямс, Кевін Спейсі, Оскар Айзек, Джессіка Честейн, Вільям Херт, Вел Кілмер, Елізабет Макговерн, Уес Бентлі та ін У школі Пейс був однокласником акторів Ентоні Макі і Трейсі Томс. А серед випускників Klein High School, яку закінчив Лі Пейс, також співак Лайл Ловетт, актриси Шеррі Стрингфилд і Лінн Коллінз, актор Метт Бомер і олімпійська чемпіонка Лора Уілкінсон.

## Кар'єра

### Театр
Закінчивши бакалаврат «Джульярда» Лі Пейс став брати участь у позабродвейських театральних постановках, включаючи «Полотно Кредо» за п'єсою Кіта Буніна і «Четверта сестра». За роль в постановці «Маленька трагедія» за п'єсою Крейга Лукаса Пейс був номінований на Премію імені Люсіль Лортел в категорії «Кращий актор». У 2006 році Пейс взяв участь у постановці «Guardians» за п'єсою Пітера Морріса, що принесло йому другу номінацію на Премію імені Люсіль Лортел в тій же категорії, що і раніше.
19 квітня 2011 року відбувся дебют Лі Пейса на Бродвеї — прев'ю постановки «Звичайне серце». 27 квітня була офіційна прем'єра в Golden Theatre в Нью-Йорку. У загальній складності було відіграно 96 вистав «Звичайного серця», останній вихід акторів був 10 липня 2011 року. Все це час Лі Пейс виконував роль Брюса Нілса. 
Пейс був обраний в якості актора на роль композитора Вінченцо Белліні в постановку «Золотий вік» за п'єсою Луїса Нори. Прев'ю-покази вистави стартували 15 листопада 2012 року. Офіційний старт «Золотого століття» за п'єсою драматурга Терренса Макнолли відбувся 4 грудня 2012 року в Manhattan Theatre Club. Спочатку, за планом прев'ю-покази повинні були початися 13 листопада, але дві вистави були скасовані через урагану Сенді. 
В даний час Лі Пейс виконує роль Джо Пітта в бродвейській постановці «Ангели в Америці». Прев'ю-покази почалися в театрі Ніла Саймона 23 лютого 2018 року. Офіційно шоу відкрилося 25 березня 2018 року.

### Кіно і телебачення
У 2003 році Пейс вперше отримав визнання за роль транссексуалки Кальпернії Адамс у фільмі «Солдатська дівчина», сюжет якого заснований на реальній історії відносин трансгендерної жінки і солдата Беррі Уінчелла. За участь у цьому фільмі Пейс отримав премію «Готем» і був номінований на кілька інших нагород, в тому числі на «Золотий глобус».
У 2006 році Пейс зіграв у фільмі «Погана слава» в компанії Тобі Джонса, Деніела Крейга і Сандри Буллок. У 2008 році Пейс виконав епізодичну роль в романтичній комедії «Міс Петтігрю» з Емі Адамс і Френсіс Макдорманд. За участь у серіалі «Живий за викликом» (2007–2009) Пейс був номінований на премії Еммі та Золотий глобус. У 2009 році Лі Пейс зіграв у романтичній драмі «Самотній чоловік» разом з Коліном Фертом, Джуліанною Мур і Меттью Гудом. У 2010-му актора можна було побачити в комедіях «Одного разу в Римі» та «Мармадюк».
У 2012 році Лі Пейс виконав роль короля лісових ельфів Морок-лісу Трандуїла в першій частині кінотрилогії Пітера Джексона «Хоббіт: Несподівана подорож». Пізніше він зіграє в продовженнях під назвами «Хоббіт: Пустка Смауга» і «Хоббіт: Битва п'яти воїнств». В тому ж 2012 році Пейс зіграв у фільмі «Сутінки. Сага: Світанок — Частина 2», другій частині екранізації роману Стефані Майєр «Світанок», а також в біографічній драмі «Лінкольн» Стівена Спілберга з Деніелом Дей-Льюїсом у головній ролі. У 2014-му році, крім фінальної частини трилогії про хоббітів, Пейса можна було побачити у фантастичному пригодницькому фільмі Marvel «Вартові Галактики» в ролі Ронана Обвинувача. За гру в телесеріалі «Зупинись і гори» (2014–2017) Пейс отримав номінацію на премію Супутник, що присуджується Міжнародною прес-академією.
У 2019 році Лі Пейс зіграв у фільмах «Капітан Марвел» і «Тачка на мільйон». В останньому актор виконав роль Джона Делоріана, творця легендарної «машини часу» DMC-12,яка стала культовою після виходу на екрани кінофраншизи «Назад у майбутнє».
Лі Пейс — один з трьох акторів, що зіграли в п'яти фільмах поспіль, кожен з яких заробив в американському прокаті 100 млн $. Інші два актора – Уілл Сміт і Роберт Дауні мл.

## Особисте життя
В інтерв'ю в лютому 2018 року Пейс сказав, що у нього були стосунки як з чоловіками, так і жінками, проте він сам не навішує на себе жодних ярликів. Іен Маккеллен, який працював з Пейсом у фільмах «Хоббіт», в інтерв'ю 2012 року назвав того геєм. «Аутинг» МакКелена був описаний пресою як помилка та випадковість, а також причина, по якій Пейс не скоював камінг-аут. У Twitter-публікації від 5 березня 2018 року Пейс написав, що є членом квір-спільноти. У серпні 2022 року Пейс повідомив, що одружений з Метью Фолі, віцепрезидентом модного бренду Thom Browne, з яким перебував у стосунках з 2017 року.

## Фільмографія
| Рік  | Назва українською                   | Оригінальна назва                         | Роль                        | Примітки                      |
| ---- | ----------------------------------- | ----------------------------------------- | --------------------------- | ----------------------------- |
| 2003 | Солдатська дівчина                  | Soldier's Girl                            | Кальперния Аддамс           |                               |
| 2005 | Біла графиня                        | White Countess                            | Крейн                       |                               |
| 2006 | Погана слава                        | Infamous                                  | Річард Хікок                |                               |
| 2006 | Позамежжя                           | The Fall                                  | Рой Вокер / «Чорний бандит» |                               |
| 2006 | Хибна спокуса                       | Good Shepherd                             | Річард Хейс                 |                               |
| 2007 | Полярний осіб                       | Polarbearman                              |                             | Короткометражний фільм        |
| 2008 | Міс Петтігрю живе одним днем        | Miss Pettigrew Lives For A Day            | Майкл Пардю                 |                               |
| 2009 | Самотній чоловік                    | A Single Man                              | Грант                       |                               |
| 2009 | Фальшивка                           | Possession                                | Роман                       |                               |
| 2010 | Одного разу в Римі                  | When In Rome                              | Бреді Сакс                  |                               |
| 2010 | Мармадюк                            | Marmaduke                                 | Філ Уінслоу                 |                               |
| 2010 | Весілля                             | Ceremony                                  | Уіт Кутелль                 |                               |
| 2011 | Пастка                              | The Resident                              | Джек                        |                               |
| 2011 | 30 ударів                           | 30 Beats                                  | Метт                        |                               |
| 2012 | Сутінки. Сага: Світанок — Частина 2 | Twilight Saga: Breaking Dawn, Part 2      | Гаррет                      |                               |
| 2012 | Лінкольн                            | Lincoln                                   | Фернандо Вуд                |                               |
| 2012 | Хоббіт: Несподівана подорож         | The Hobbit: An Unexpected Journey         | Трандуїл                    |                               |
| 2013 | Хоббіт: Пустка Смауга               | The Hobbit: The Desolation Of Smaug       | Трандуїл                    |                               |
| 2014 | Вартові Галактики                   | Guardians Of The Galaxy                   | Ронан Обвинувач             |                               |
| 2014 | Хоббіт: Битва п'яти воїнств         | The Hobbit: The Battle of the Five Armies | Трандуїл                    |                               |
| 2015 | Допінг                              | The Program                               | Білл Стейплтон              |                               |
| 2017 |                                     | The Hours Keeping                         | Марк                        |                               |
| 2017 | Книга Генрі                         | The Book of Henry                         | доктор Девід Деніелс        |                               |
| 2017 | Повстання                           | Revolt                                    | Бо                          |                               |
| 2018 | Вечірка тільки починається          | The party's Just Beginning                | Дейл                        |                               |
| 2018 | Тачка на мільйон                    | Driven                                    | Джон Делореан               |                               |
| 2019 | Капітан Марвел                      | Captain Marvel                            | Ронан Обвинувач             |                               |
| 2019 | Дитя погоди                         | 天気の子                                  | Кейсуке Суга                | озвучення, англійський дубляж |
| 2022 | Тіло, тіло, тіло                    | Bodies Bodies Bodies                      | Грег                        |                               |
| 2025 | Людина, що біжить                   | The Running Man                           | Еван Маккоун                |                               |
| 2026 | Практична магія 2                   | Practical Magic 2                         |                             |                               |

### Телебачення
| Рік       | Назва українською                   | Оригінальна назва                 | Роль              | Примітки                             |
| --------- | ----------------------------------- | --------------------------------- | ----------------- | ------------------------------------ |
| 1999      | Закон і порядок: Спеціальний корпус | Law & Order: Special Victims Unit | Бенджамін Такер   | Епізод: «Guilt»                      |
| 2003      | Солдатська дівчина                  | Soldier's Girl                    | Кальперния Аддамс | Телевізійний фільм                   |
| 2004      | Дивопад                             | Wonderfalls                       | Аарон Тайлер      | 13 епізодів                          |
| 2007—2009 | Живий за викликом                   | Pushing Daisies                   | Нед Нікерсон      | 22 епізоди                           |
| 2014—2017 | Зупинись і гори                     | Halt and Catch Fire               | Джо Макміллан     | 40 епізодів                          |
| 2015      | Проєкт «Мінді»                      | The Mindy Project                 | Алекс             | Епізод: «San Francisco Bae»          |
| 2015      | Робоцип                             | Robot Chicken                     | Генріх Гіммлер    | озвучення, Епізод: «Zero Vegetables» |
| 2021—2023 | Фундація                            | Foundation                        | Brother Day       | 18 епізодів                          |

### Театр
- Полотно Кредо (2001) — Уїнстон
- Четверта сестра (2002) — Костя, Льоня
- Маленька трагедія (2004) — Хакия
- Guardians (2006) — English Boy
- Цикл «24 Hour Plays» (2010) — вистава «The Bitch Downstairs»
- Звичайне серце (2011) — Брюс Niles
- Золотий вік (2012) — Вінченцо Белліні
- Ангели в Америці (2018), Нью-Йорк, Бродвей — Джо Пітт

## Нагороди та номінації
| Рік  | Нагорода                 | Категорія                                                                     | Проект              | Категорія |
| ---- | ------------------------ | ----------------------------------------------------------------------------- | ------------------- | --------- |
| 2003 | Премія «Готем»           | Акторський прорив                                                             | Солдатська дівчина  | Перемога  |
| 2004 | Премія «Золотий глобус»  | Краща чоловіча роль другого плану — міні-серіал, серіал або телефільм         | Солдатська дівчина  | Номінація |
| 2004 | Премія «Супутник»        | Краща чоловіча роль — міні-серіал або телефільм                               | Солдатська дівчина  | Номінація |
| 2004 | Премія «Незалежний дух»  | Найкращий актор                                                               | Солдатська дівчина  | Номінація |
| 2007 | «Срібний ведмідь»        | Видатний художній внесок у розвиток кіно (спільно з іншим акторським складом) | Хибна спокуса       | Перемога  |
| 2007 | Премія «Супутник»        | Краща чоловіча роль в телевізійному серіалі — комедія або мюзикл              | Мертві до запитання | Номінація |
| 2008 | Премія «Супутник»        | Краща чоловіча роль в телевізійному серіалі — комедія або мюзикл              | Мертві до запитання | Номінація |
| 2008 | Премія «Золотий глобус»  | Краща чоловіча роль в телевізійному серіалі — комедія або мюзикл              | Мертві до запитання | Номінація |
| 2008 | Прайм-тайм премія «Еммі» | Кращий актор в комедійному серіалі                                            | Мертві до запитання | Номінація |
| 2008 | Премія «Сатурн»          | Кращий актор на телебаченні                                                   | Мертві до запитання | Номінація |
| 2014 | Премія «Супутник»        | Краща чоловіча роль в телевізійному серіалі — драма                           | Зупинись і горі     | Номінація |